# NGC 1564
NGC 1564 je galaksija u zviježđu Eridanu.

## Vanjske poveznice
- SEDS: NGC 1564